# Hubschrauber-Sonderlandeplatz Hammelburg-Untererthal

i7
i11
i13
Der Hubschrauber-Sonderlandeplatz Hammelburg-Untererthal ist ein nach § 6 Luftverkehrsgesetz genehmigter Hubschrauberlandeplatz im Regierungsbezirk Unterfranken in Bayern für Hubschrauber bis 2800 Kilogramm Gesamtgewicht. Die Landefläche ist 15 × 15 Meter groß, asphaltiert und mit einem Sicherheitsstreifen von 10 Metern umgeben. 

## Geographie
Der Hubschrauberlandeplatz liegt im südlichen Teil der Rhön auf einer leicht nach Süden geneigten Fläche auf etwa 280 m ü. NN. Er befindet sich einen Kilometer nördlich von Untererthal, einem Ortsteil von Hammelburg, das etwa 4,5 Kilometer südlich davon liegt. Die Bundesstraße 27 von Würzburg nach Fulda führt 100 Meter östlich am Landeplatz vorbei. Sechs Kilometer in östlicher Richtung verläuft die Bundesautobahn 7.

## Geschichte
Der Hubschrauberlandeplatz wurde von der Regierung von Mittelfranken, Luftamt Nordbayern, am 18. Juni 1991 nach einem Raumordnungsverfahren genehmigt und innerhalb von zwei Jahren von Flugkapitän Gerhard Helm auf einem etwa zwei Hektar großen Grundstück einen Kilometer nördlich von Untererthal eingerichtet.

## Betrieb
Der Hubschrauberlandeplatz ist an die Heli-Frankonia Flugbetriebs GmbH verpachtet, die Flugausbildung für Hubschrauberpiloten und Prüfungsflüge zur Erneuerung und Verlängerung von Hubschrauber-Pilotenscheinen durchführt, sowie Hubschrauber für verschiedene Einsätze vermietet.